# Micralestes schelly
Micralestes schelly is een straalvinnige vissensoort uit de familie van de Afrikaanse karperzalmen (Alestidae). De wetenschappelijke naam van de soort is voor het eerst geldig gepubliceerd in 2007 door Stiassny & Mamonekene.